# Georg Arbogast von und zu Franckenstein

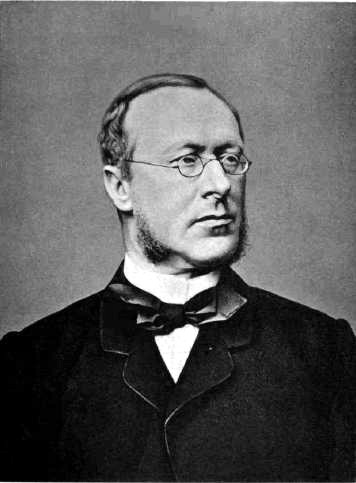
Georg Arbogast von und zu Franckenstein, um 1875

Georg Eugen Heinrich Arbogast Reichsfreiherr von und zu Franckenstein (* 2. Juli 1825 in Würzburg; † 22. Januar 1890 in Berlin) war ein deutscher Politiker, von 1872 bis 1890 Mitglied des Deutschen Reichstags, führendes Mitglied der katholischen Zentrumspartei, seit 1875 deren Fraktionsvorsitzender und von 1879 bis 1887 Erster Vizepräsident des Reichstags.

## Herkunft und Familie
Franckenstein entstammte einem Odenwälder Uradelsgeschlecht der fränkischen Reichsritterschaft, in dessen Besitz der mittelfränkische Fideikommiss Ullstadt und weitere Besitzungen in Baden und Hessen waren. Er kam als ältester Sohn des Reichsfreiherrn Karl Arbogast von und zu Franckenstein (1798–1845), dem königlichen Kämmerer und erblichen Reichsrat der Krone Bayerns, und dessen Gemahlin Leopoldine Gräfin Apponyi de Nagy-Appony (1804–1870), zur Welt. Sein jüngerer Bruder Karl von und zu Franckenstein wurde österreichischer Diplomat und Mitglied im österreichischen Herrenhaus. 
Georg Arbogast heiratete am 18. Mai 1857 in München Marie Prinzessin von Oettingen-Wallerstein (1832–1891), die Tochter des Fürsten Karl Krafft von Oettingen-Wallerstein. Das Paar hatte folgende Kinder:
- Johann Karl (1858–1913), Zentrumspolitiker, ⚭ 1886 –Julie Prinzessin von der Leyen und zu Hohengeroldseck (1860–1930)
- Marie (* 1859) ⚭ 1885 Ludwig Graf von Belcredi († 1914)
- Julie (* 1862)
- Heinrich (* 1864)
- Moritz (1869–1931), Zentrumspolitiker

⚭ 1894 Maria Pia Gräfin zu Stolberg-Stolberg (1870–1913)
⚭ 1920 Maria Gräfin von Preysing-Lichtenegg-Moos (1890–1979)

## Leben und Wirken
Franckenstein begann ein Jurastudium in München, übernahm aber schon 1845 nach dem Tod des Vaters den Familienvorsitz mit dem Titel des Reichsfreiherrn und die Verwaltung der Güter der Familie Franckenstein. Er residierte auf Schloss Ullstadt.
1847 wurde Franckenstein als Nachfolger seines Vaters in die Kammer der Reichsräte, die erste Kammer des Bayerischen Landtages, eingeführt, der er bis zu seinem Tod angehörte und deren Präsident er von 1881 bis 1890 war. Mit dem Eintritt in die Kammer erfolgte auch seine Ernennung zum Königlichen Kämmerer und die Aufnahme in den Georgsorden, zu dessen Großkanzler er 1879 aufstieg. Er galt bald als Verfechter eines katholisch-patriotischen Kurses in der ersten Kammer des Landtages, stimmte 1867 mit der unterlegenen Minderheit gegen den Zollvereinsvertrag, nahm aber 1868 seine Wahl ins Zollparlament (Wahlkreis Eichstätt) an. In der Kammer der Reichsräte vertrat er weiterhin einen partikularistischen Weg Bayerns: Zwar stimmte er am 20. Juli 1870 für den Eintritt Bayerns in den Deutsch-Französischen Krieg, doch in der Abstimmung vom 30. Dezember 1870 über die Novemberverträge und Bayerns Beitritt zum Deutschen Reich votierte er als einer von nur drei Reichsräten mit „nein“. Franckenstein unterstützte während des Krieges den bayerischen Georgsorden bei der Versorgung von Verwundeten und beriet später den bayerischen König Ludwig II. bei der Neuorganisation des Ritterordens.
Nach der Reichsgründung im Spiegelsaal von Versailles zog sich Franckenstein zunächst in die bayerische Politik zurück. Nachdem aber Karl zu Löwenstein sein Reichstagsmandat für den Wahlkreis Lohr niedergelegt hatte, wurde Franckenstein dort am 24. Mai 1872 bei der erforderlichen Ersatzwahl gewählt und vertrat den Wahlkreis Lohr bis 1890 im Reichstag (Wiederwahlen 1874, 1877, 1878, 1881, 1884 und 1887). Frankenstein trat der Zentrumsfraktion bei und positionierte sich schnell als Sprecher der bayerischen Zentrumsabgeordneten. Er wurde in den Vorstand der Fraktion gewählt und 1875 als Nachfolger des verstorbenen Savigny Fraktionsvorsitzender. Von 1879 bis 1887 war Franckenstein zudem Erster Vizepräsident des Reichstages.
In der Reichspolitik war Franckenstein als einer der Wortführer des Politischen Katholizismus zunächst ein erbitterter Gegner Bismarcks im Kulturkampf. Nach der innenpolitischen Wende Bismarcks 1878/79 aber, die mit ersten Schritten zur Entschärfung des Kulturkampfes verbunden war, wuchs Franckensteins Zentrumsfraktion eine Schlüsselposition im Reichstag zu: Bismarck benötigte nun das Zentrum für wichtige Gesetzesvorhaben und Franckenstein wurde sein bevorzugter Ansprechpartner in der Fraktion. Dies zeigte sich erstmals beim Übergang zur Schutzzollpolitik im Jahr 1879, als es Franckenstein in der Tarifkommission des Reichstages und in direkten Verhandlungen mit Bismarck gelang, die für die Finanzverfassung des Kaiserreichs bedeutsame, nach ihm benannte Franckensteinsche Klausel durchzusetzen. Ab 1880 profilierte er sich auf dem Gebiet der Sozialpolitik und half als Vorsitzender der zuständigen Reichstagskommissionen bei der Durchsetzung der Sozialversicherungsgesetze (Kranken- (1883), Unfall- (1884), Alters- und Invaliditätsversicherung (1889)). Hier entstanden erhebliche (und von Bismarck beabsichtigte) Konflikte zwischen Franckenstein und dem Zentrumsführer Ludwig Windthorst, der die Zustimmung der Fraktion von kirchenpolitischen Zugeständnissen Bismarcks abhängig machen wollte. Das Alters- und Invaliditätsgesetz wurde von Windthorst und der Fraktionsmehrheit abgelehnt, konnte aber durch Zustimmung einer Fraktionsminderheit um Franckenstein verabschiedet werden. In der schweren Septennatskrise des Jahres 1887 allerdings wiesen Windthorst und Franckenstein die versuchte Einflussnahme der Kurie auf die Zentrumspolitik gemeinsam und entschieden zurück.
In der bayerischen Politik galt Franckenstein „als der kommende Mann“ (Georg von Hertling) und Hoffnungsträger der konservativen Kräfte in der schwierigen innenpolitischen Lage der 1870er und 80er Jahre, die dadurch gekennzeichnet war, „dass ein weltanschaulich liberales, politisch staatskonservatives, reichsfreundlich und staatskirchlich orientiertes Staatsministerium fortgesetzt gegen eine konservative, betont bayerisch-eigenstaatlich und katholisch bestimmte Mehrheit der Kammer der Abgeordneten regierte“ (Dieter Albrecht). König Ludwig II. wollte Franckenstein nach den Landtagswahlen von 1875 zum Ministerratsvorsitzenden ernennen, doch dieser lehnte ab, weil er befürchtete, dass Bismarck die Ernennung eines profilierten Katholiken als Provokation empfinden und zum Anlass für eine antibayerische Politik nehmen würde. Als im Umfeld der Landtagswahlen des Jahres 1881 erneut über ein „Ministerium Franckenstein“ spekuliert wurde, nahm Bismarck dezidiert Stellung dagegen, Ludwig II. folgte der Pression und sprach dem liberalen Ministerium Lutz erneut sein Vertrauen aus. In die Königstragödie um Ludwig II. im Jahr 1886 war Franckenstein als persönlicher Vertrauter des Königs und als Präsident der Kammer der Reichsräte involviert; zeitgenössische Gerüchte, Ludwig II. habe im letzten Moment ein „Ministerium Franckenstein“ bilden wollen und dieser sei dazu auch bereit gewesen, können heute als widerlegt gelten; das Verhältnis Prinzregent Luitpolds zu Franckenstein aber blieb aufgrund dieser Gerüchte belastet. Franckensteins ausführlicher Bericht Juni 1886 über seine Rolle im Prozess der Entmündigung Ludwigs II. wurde von Karl Otmar von Aretin im Jahr 2003 erstmals publiziert.